# Peru nos Jogos Olímpicos de Inverno de 2022
Peru participou dos Jogos Olímpicos de Inverno de 2022, realizados em Pequim, na China.
Foi a terceira aparição do país em Olimpíadas de Inverno. Foi representado por uma única atleta: Ornella Oettl Reyes, no esqui alpino.

## Competidores
Esta foi a participação por modalidade nesta edição:
| Esporte      | Masculino | Feminino | Total |
| ------------ | --------- | -------- | ----- |
| Esqui alpino | 0         | 1        | 1     |
| Total        | 0         | 1        | 1     |

## Desempenho

### Esqui alpino
Feminino
| Atleta              | Evento         | Descida 1 | Pos. | Descida 2 | Pos. | Total   | Pos. | Ref.  |
| ------------------- | -------------- | --------- | ---- | --------- | ---- | ------- | ---- | ----- |
| Ornella Oettl Reyes | Slalom         | 1:03.25   | 53   | 1:01.34   | 44   | 2:04.59 | 44   | [ 4 ] |
| Ornella Oettl Reyes | Slalom gigante | 1:12.52   | 56   | 1:11.53   | 46   | 2:24.05 | 46   | [ 5 ] |

Legenda
| Recorde mundial      | Recorde mundial (World record)               |                       | Recorde africano                      | Recorde africano (African) |                                           | Q | Classificado por posição (Qualified) |
| Recorde olímpico     | Recorde olímpico (Olympic record)            | Recorde da América    | Recorde da América (Americas)         | q                          | Classificado por melhor tempo (Qualified) |   |                                      |
| Melhor marca do ano  | Melhor marca do ano (World leading)          | Recorde asiático      | Recorde asiático (Asian)              | DNS                        | Não largou (Did not start)                |   |                                      |
| Recorde nacional     | Recorde nacional (National record)           | Recorde europeu       | Recorde europeu (European)            | DNF                        | Não terminou (Did not finish)             |   |                                      |
| Recorde pessoal      | Recorde pessoal do atleta (Personal best)    | Recorde da Oceania    | Recorde da Oceania (Oceania)          | DSQ / DQ                   | Desclassificado (Disqualified)            |   |                                      |
| Recorde da temporada | Recorde da temporada do atleta (Season best) | Recorde sul-americano | Recorde sul-americano (South America) | NM                         | Sem marca (No mark)                       |   |                                      |